# جاناتان گلیکمن
جاناتان گلیکمن (انگلیسی: Jonathan Glickman؛ زادهٔ ۱۸ مهٔ ۱۹۶۹) تهیه‌کننده فیلم اهل ایالات متحده آمریکا است. وی فرزند دن گلیکمن نماینده پیشین مجلس، ویزر کشاورزی و رئیس انجمن سینمایی آمریکا است.
جاناتان گلیکمن از سال ۲۰۱۱ تا ۲۰۲۰ رئیسِ گروه سینمایی مترو گلدوین مایر بود و از سال ۲۰۲۴ مدیرعامل میرامکس است.
از فیلم‌ها یا مجموعه‌های تلویزیونی که وی در آن‌ها نقش داشته است می‌توان به ساعت شلوغی، ساعت شلوغی ۲، ساعت شلوغی ۳، توریست، ۲۷ دست لباس، نامرئی، بالاترین نمره، شوالیه‌های شانگهای، کنت مونت کریستو، ظهر شانگهای اشاره نمود.